# Dia Internacional contra el Discurs d'Odi
El Dia Internacional contra el Discurs d’Odi fou creat per l'Organització de les Nacions Unides i té lloc anualment el 18 de juny. La seva finalitat és promoure el diàleg i la tolerància religiosa i cultural, condemnar la vulneració dels drets de les minories que suposen els discursos d’odi, urgir a les nacions a aplicar la llei vers els seus responsables, treballar en mesures per evitar que es propaguin i incentivar programes d'ajuda als col·lectius que en sofreixen les conseqüències. El 21 de juliol de 2021, l'Assemblea General de les Nacions Unides va aprovar en la Resolució 75/309 la instauració d'aquest Dia Internacional, commemorat a partir de 2022.
La creació del Dia Internacional contra el Discurs d’Odi rau en una proposta de la delegació del Marroc, referendada per unanimitat. En la Resolució s'hi citen, com antecessors, la Declaració sobre l'eliminació de totes les formes d'intolerància i discriminació fundades en la religió o conviccions, aprovada el 1981; el Pacte Internacional de Drets Civils i Polítics, de 1966 o el Pla d'Acció de Rabat, endegat el 2013. El Dia contra el Discurs d'Odi s'emmarca també en el paquet d'estratègies i accions contra el discurs d'odi llançades pel Secretari General António Guterres el 18 de juny de 2019, motiu pel qual es va triar aquesta data per celebrar-lo.